# La luna arrabbiata
La luna arrabbiata (The Raging Moon) è un film del 1971 diretto da Bryan Forbes.
Il soggetto della pellicola, ambientata in Gran Bretagna, è tratto dal romanzo di Peter Marshall.

## Trama
Bruce Pritchard, mentre gioca a calcio, si fa male a una gamba e nel giro di poco tempo viene colpito da paralisi ad entrambi gli arti.
I medici non danno speranze di guarigione e il giovane sceglie di farsi ricoverare in un istituto religioso piuttosto che continuare a vivere con i genitori.
La disgrazia accentua il carattere scontroso di Bruce che si isola e si rifiuta di partecipare alle iniziative e di ricevere le premure della piccola comunità in cui si trova costituita da persone colpite dal destino come lui. Tra gli ospiti vi è, però, Jill, una ragazza dolce e riservata. Bruce se ne innamora e quando Jill rompe con il fidanzato, scopre che il suo sentimento è ricambiato. I due giovani fanno progetti insieme e annunciano l'intenzione di sposarsi. Ma, alla vigilia delle nozze, la ragazza muore. Per Bruce è un colpo durissimo, ma anziché abbattersi, trova, nel ricordo di Jill la forza per reagire e continuare a vivere.